# Pardosa pinangensis
Pardosa pinangensis là một loài nhện trong họ Lycosidae.
Loài này thuộc chi Pardosa. Pardosa pinangensis được Tord Tamerlan Teodor Thorell miêu tả năm 1890.